# Matachia livor
Espèce
Synonymes
- Tegenaria livoris Urquhart, 1893

Matachia livor est une espèce d'araignées aranéomorphes de la famille des Desidae.

## Distribution
Cette espèce est endémique de Nouvelle-Zélande.

## Description
La carapace du mâle holotype mesure 3 mm de long sur 2 mm et l'abdomen 3,1 mm de long sur 2 mm.

## Publication originale
- Urquhart, 1893 : Descriptions of new species of Araneidae. Transactions  of the New Zealand Institute, vol. 25, p. 165-190 (texte intégral).